# Hoplitis morinella
Hoplitis morinella là một loài Hymenoptera trong họ Megachilidae. Loài này được Warncke mô tả khoa học năm 1991.